# Musée Mandet

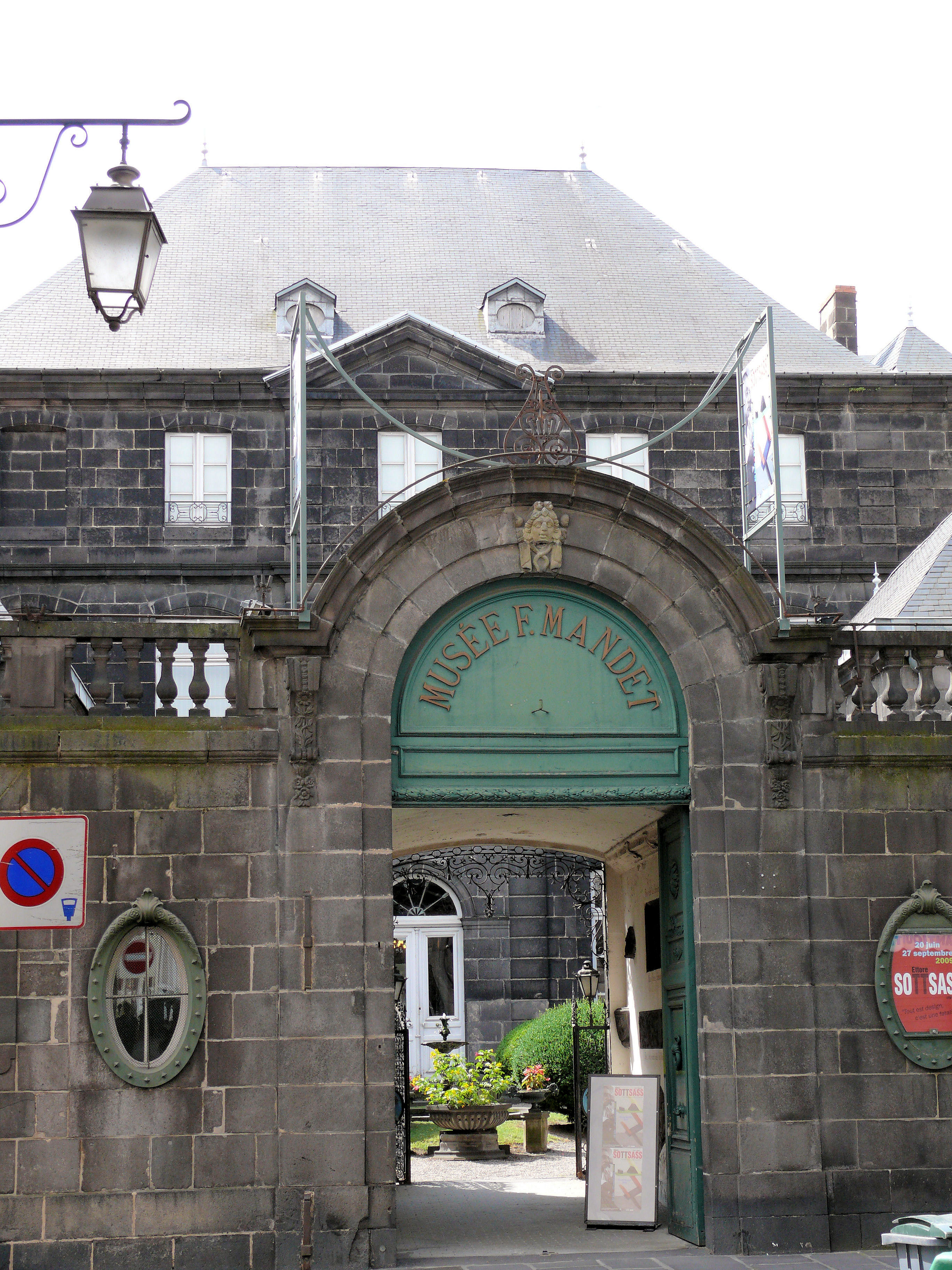
Musée Mandet (2009)

Das Museum Mandet (frz.: Musée Mandet oder auch Musée Francisque Mandet) befindet sich als Museum für Bildende Kunst und Angewandte Kunst in zwei herrschaftlichen Privatgebäuden im Zentrum der französischen Kleinstadt Riom im Département Puy-de-Dôme, Region Auvergne-Rhône-Alpes.

## Museum
Die beiden Gebäude stammen größtenteils aus dem 18. Jahrhundert und wurden durch eine Galerie miteinander verbunden. Die im ersten Gebäude ausgestellten Werke wurden fast ausschließlich im 19. Jahrhundert zusammengetragen. Das erste Gebäude befindet sich seit 1865 im Besitz der Stadt Riom. Das zweite Gebäude wurde im Laufe des 15., 17. und 18. Jahrhunderts erbaut. Seit seiner Restaurierung im Jahr 1983 wird hier u. a. die Riom geschenkte Sammlung der Eheleute Richard präsentiert.

## Gründung des Museums
Francisque Mandet, Appellationsgerichtsrat der Stadt Riom, regte die Gründung des 1866 eingeweihten Museums im ersten Gebäude an.

## Sammlung
- Antike
- Mittelalter und Renaissance
- Romanik und Gotik
- Holländische und flämische Malerei – 17. Jahrhundert: u. a. von J. A. Backer (1608–1651), Jan Van Bylert (1598–1671), C. Saftleven (1606–1692), Abraham Willemsen (1610–1672), Van der Meulen (1632–1690), F. Ykens (1601–1693)
- Malerei, 18. Jahrhundert: u. a. von J. Raoux (1677–1734), J. B. Regnault (1754–1829)
- Religiöse Malerei, 15.–18. Jahrhundert: Italienische, spanische, französische und deutsche Werke.
- Malerei und Bildhauerei, 19. Jahrhundert
- Goldschmiedekunst, 16.–18. Jahrhundert
- Wohnzimmer, 18. Jahrhundert
- Miniaturen, Uhren, Schmuck, 18. Jahrhundert
- Fayence, 16.–18. Jahrhundert
- Waffen und Rüstungen, 16.–19. Jahrhundert
- Zeitgenössisches Kunstgewerbe: u. a. von Goudji (Georgien), David Huycke (Belgien), Henriette Tomasi (Deutschland), Martin Tomasi (Deutschland), Ulla + Martin Kaufmann (Deutschland), R. Daraspe (Frankreich), W. Sawaya (Libanon), A. Branzi (Italien), P. Shire (England)